# Yasna Haptanghaiti
Yasna Haptanghaiti (Dyrkan i sju kapitel) är en samling zoroastriska sånger som är författade på den äldsta formen av avestiska språket, så kallad fornavestiska. Dessa sånger anses av nutida forskare, såsom Johanna Narten och Almut Hintze, vara författade av profeten Zarathustra själv.